# Eburia opaca
Eburia opaca es una especie de escarabajo longicornio del género Eburia, tribu Eburiini, familia Cerambycidae. Fue descrita científicamente por Chemsak & Linsley en 1973.
Se distribuye por Guatemala, Honduras y México.

## Descripción
La especie mide 21,8-37 milímetros de longitud. El período de vuelo ocurre en los meses de abril, mayo, junio, julio, agosto, septiembre y octubre.